# Grézieu-le-Marché
Grézieu-le-Marché – miejscowość i gmina we Francji, w regionie Owernia-Rodan-Alpy, w departamencie Rodan.
Według danych na rok 1990 gminę zamieszkiwało 728 osób, a gęstość zaludnienia wynosiła 63 osób/km² (wśród 2880 gmin regionu Rodan-Alpy Grézieu-le-Marché plasuje się na 960. miejscu pod względem liczby ludności, natomiast pod względem powierzchni na miejscu 1007.).